# Фриз
Фриз је архитектонски израз за широки централни дио главног вијенца изнад архитрава. Декорацијом украшена трака. На класичним композицијама стубова може бити дорског облика који се састоји из триглифа и метопа или јонског или коринтског реда. У композицији сједи на архитраву (главној греди) и довршен је на врху са профилацијом вијенца. Грчки фриз декорисан животињским украсима носи име зоофорос.